# 渡部逸記
渡部 逸記（わたなべ いつき、1989年〈昭和64年〉1月6日 - ）は、日本のラグビー選手。

## プロフィール
- 兵庫県出身[1]。
- ポジションはフッカー(HO)。
- 身長 180cm、体重 99kg
- ニックネームはなべ。
- U19日本代表スコッドに選ばれたことがある[2]。

## 来歴
2007年、報徳学園高校卒業後、明治大学に入る。なお報徳学園高校時代に主将を務めたことがある。
2011年、明治大学卒業後、ホンダヒートに加入。
2017年、ホンダヒートを退団した。